# Zügel

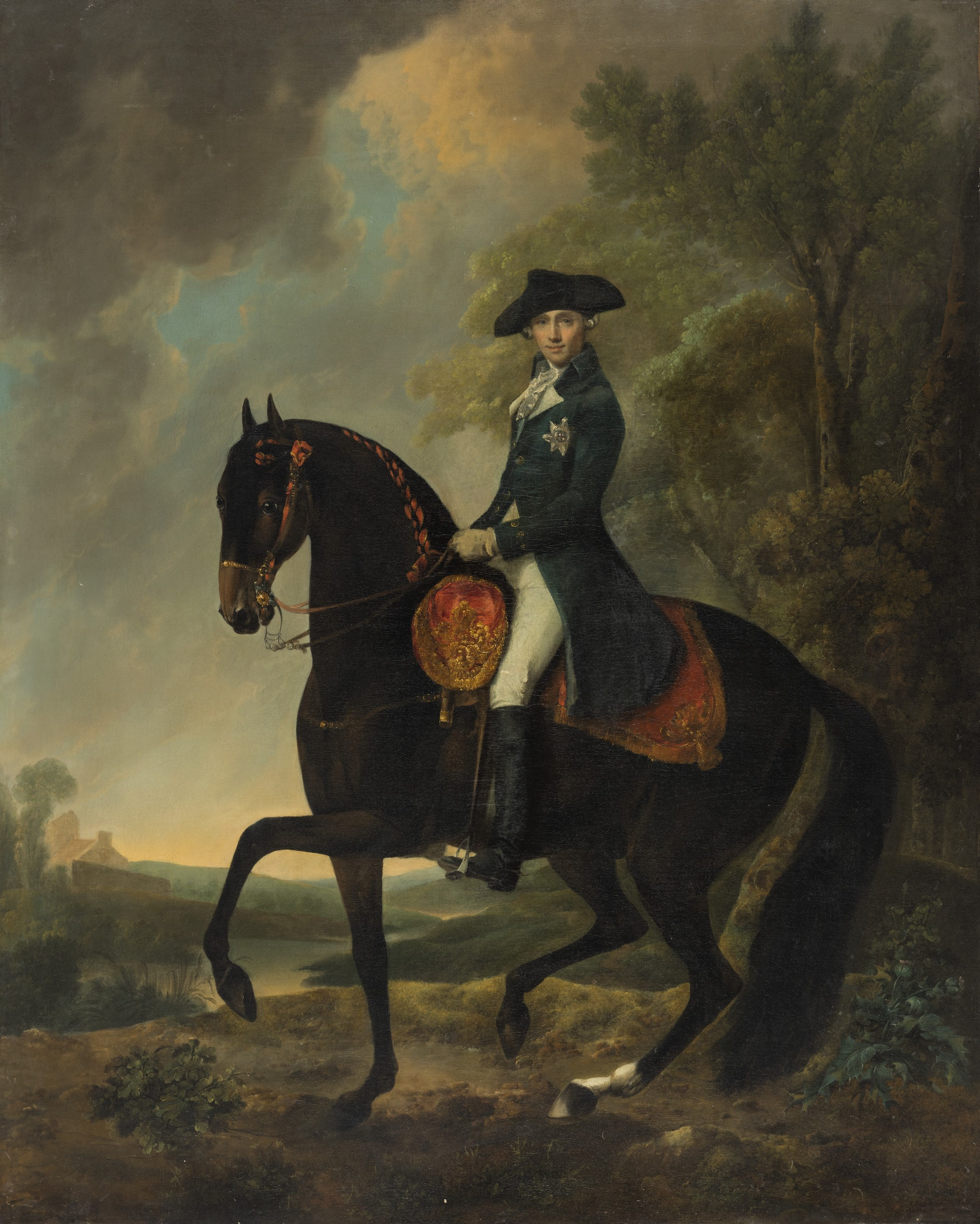
Reiterporträt von Henry, Herzog von Cumberland und Strathearn, gemalt von David Morier um 1765. Der Herzog hält die Zügel in der Hand.

Zügel (ahd. zugil „Zugseil“, „Gerät zum Ziehen“; „Zügel“) verbinden das Gebiss im Pferdemaul oder die entsprechenden Teile einer gebisslosen Zäumung mit der Hand des Reiters. Sie entsprechen den Leinen des Kutschers.
Zügel gibt es in allen Variationen, aus unterschiedlichsten Materialien und Farben. Im Wesentlichen unterschieden werden die Zügelarten durch die Reitweise, in der sie benutzt werden. Besonders gravierend sind die Unterschiede zwischen Westernreitstil und klassischer Reitweise, da beide den Zügeln eine unterschiedliche Bedeutung zukommen lassen.
Das in jedem Western zu sehende Anbinden des Pferdes am Zügel wird in Europa abgelehnt, da für das Pferd, wenn es erschrickt, ein erhebliches Verletzungsrisiko besteht. In Europa ist es allerdings auch üblich, ein Pferd fest anzubinden, so dass es auch bei starkem Zug noch gehalten wird, während im Gegensatz dazu das Pferd in Amerika lediglich locker angebunden wird, so dass es sich bei Zug lösen kann, was die Verletzung ausschließt.

## Aufbau und Material

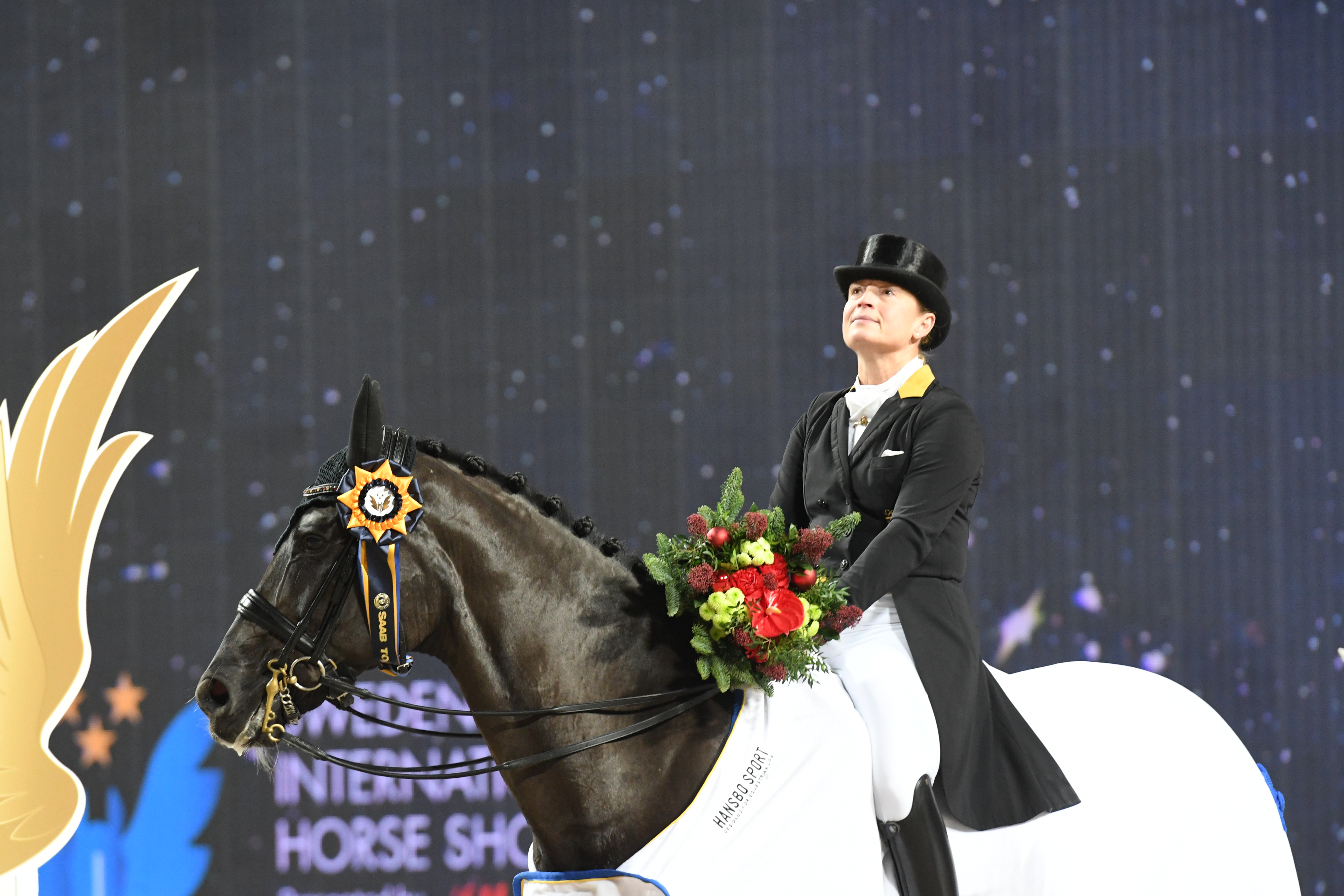
Kandarenzäumung mit zwei Zügelpaaren, hingegebener Zügel, im vorderen Teil rundgenähte Lederzügel

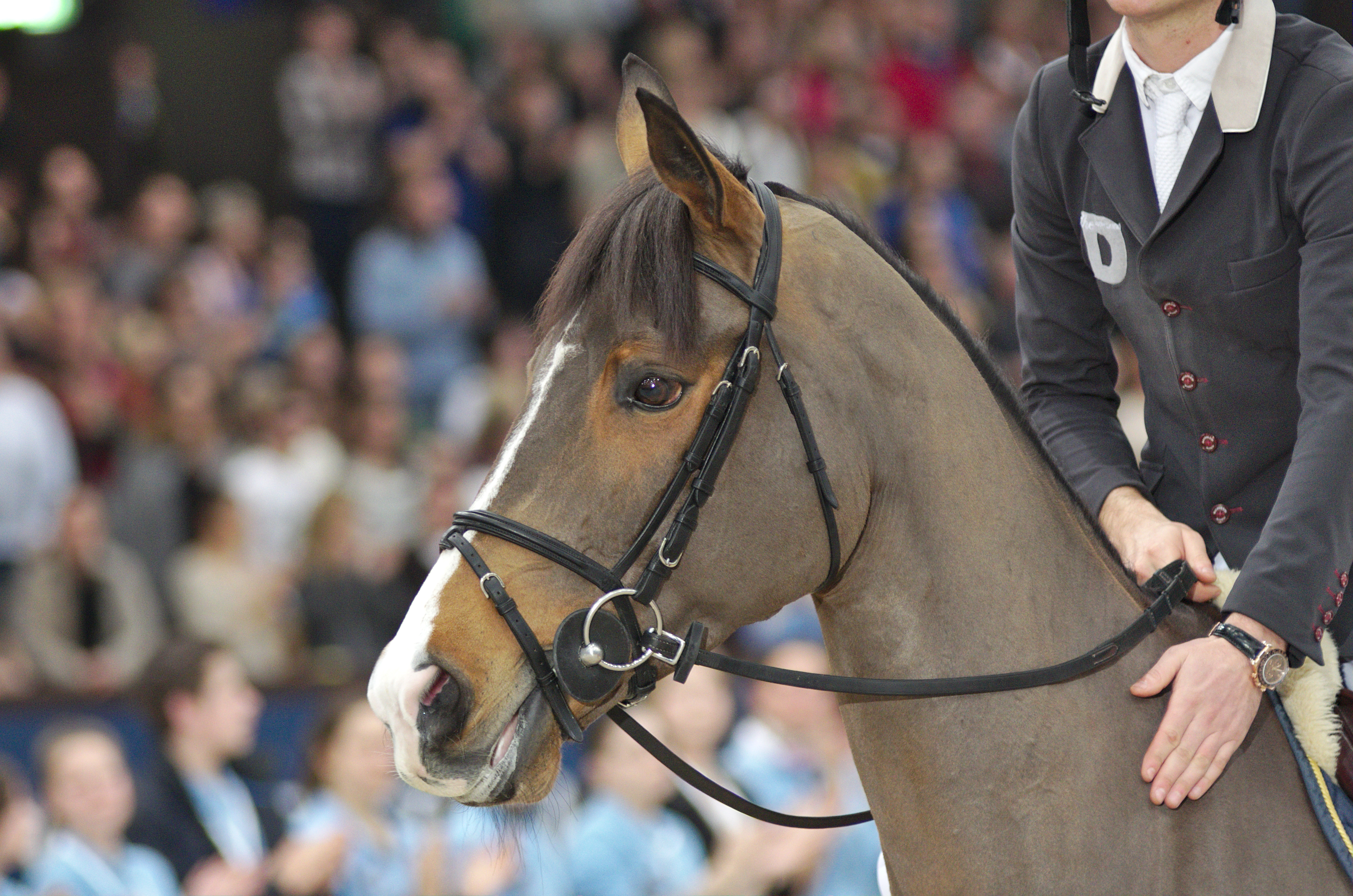
Gurtzügel

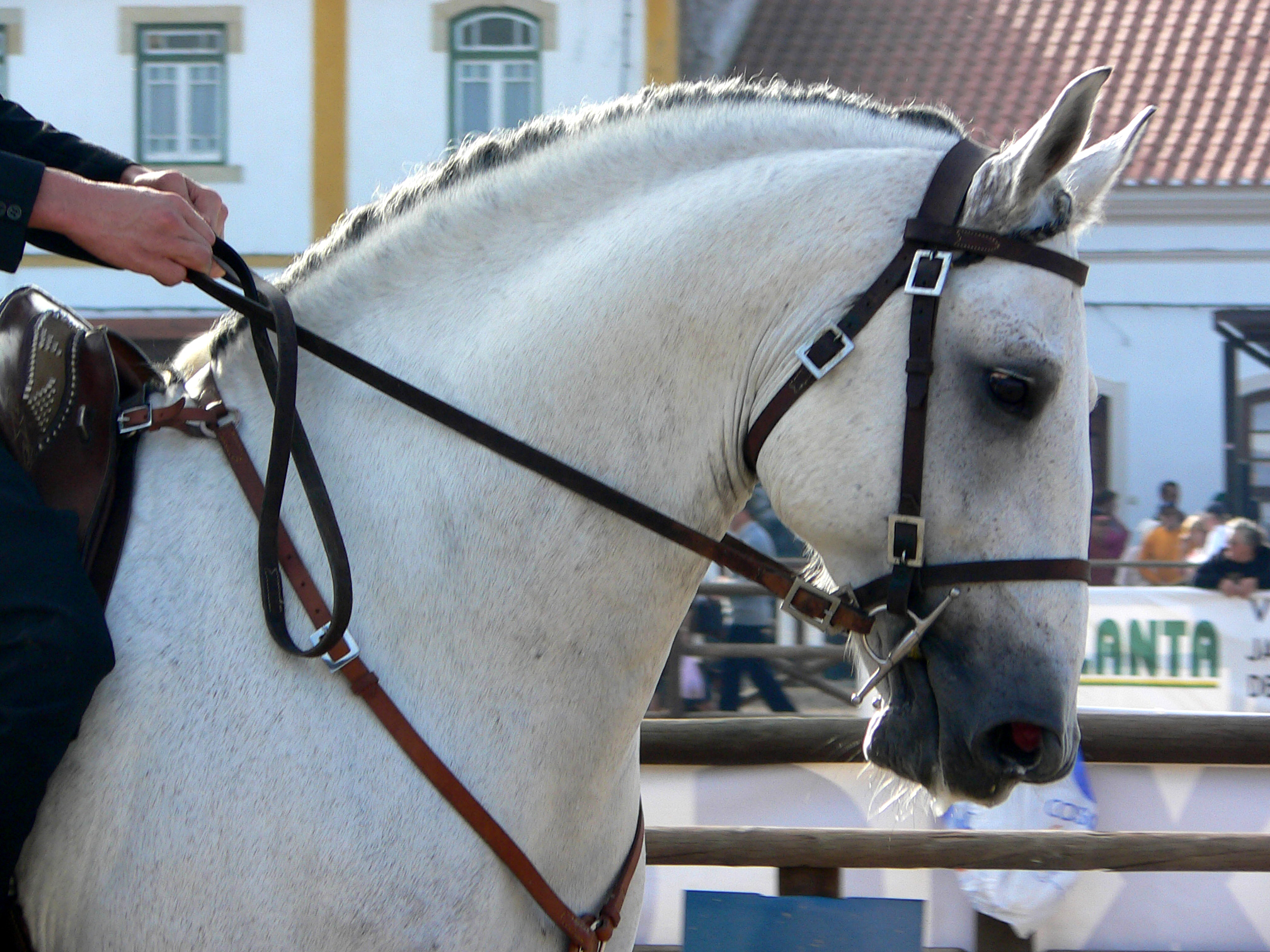
Kurzer Zügel, Lederzügel

### Klassisches Reiten
Beim klassischen Reiten (z. B. Dressur) sind geschlossene Zügel üblich, das heißt, der rechte und der linke Zügel sind miteinander verbunden. Die Breite der Zügel variiert zwischen 2 und 2,5 cm. Bei Kandarenzügeln (siehe auch Kandare) in 1 bis 1,5 cm Breite, da bei Zäumung auf Kandare zwei Paar Zügel in der Hand liegen.
Am häufigsten findet man heutzutage Kombinationen aus Leder und Gurt: der vordere Teil des Zügels wird aus Leder hergestellt, der hintere aus Gurtmaterial (zum Beispiel Leinen). Auf diesem befinden sich so genannte Stege aus Leder, die das Nachfassen erleichtern und ein Rutschen verhindern sollen.
Ebenfalls oft zu finden sind Gummizügel, welches eigentlich zur besseren Griffigkeit mit Gummi überzogene Lederzügel sind. Besonders Anfängern erleichtern solche „Anti-Rutsch-Vorrichtungen“, das richtige Zügelmaß beizubehalten; fortgeschrittenen Reitern erschweren sie dafür das Regulieren und Abstimmen der Zügellänge.
Deshalb werden von fortgeschrittenen Reitern gerne durchgehende Zügel aus Leder verwendet. Dieser wird zwar unter Umständen bei Schweiß oder Regennässe rutschig, hat aber den unübertrefflichen Vorteil, dass jede noch so kleine Bewegung der Reiterhand unmittelbar am Maul „abgeliefert“ wird, gute Qualität des Materials vorausgesetzt. Zügel aus Leder findet man auch als geflochtene Variante im Handel. Diese wird aber wenig genutzt, da sie oft als „zu viel“ in der Hand empfunden werden. Die üblichen Farben sind schwarz und dunkelbraun.

### Westernreiten
Im Gegensatz zu den Zügeln in der klassischen Reitweise sind im Westernreitsport offene Zügel, die so genannten Split Reins, üblich. Das Reiten am losen Zügel fordert ein gewisses Eigengewicht, welches eine stetige Anlehnung fördern soll, da ein zu leichter Zügel schnell schwingen oder gar schlenkern würde. Ein geschultes Westernpferd würde irritiert werden und versuchen die unspezifischen Signale als Zügelimpulse zu interpretieren. Am häufigsten zu finden sind breite, schwere Lederzügel, aber auch Zügel aus Nylon oder ähnlichen Fasern. An einigen Gebissen befindet sich auch eine Kinnkette, beispielsweise an Spade Bit, Salinas Bit oder Half Breed Bit.
Eine Besonderheit bei den Westernreitern ist, dass sie zwischen Trainingszügeln und Zügeln für ein fertig ausgebildetes Pferd unterscheiden. Trainingszügel sind in der Regel schwerer und breiter als normale Zügel und werden vorwiegend in der Umstellungsphase von zweihändiger Zügelführung auf Neckreining, also das Reiten mit einer Hand, eingesetzt. Gerade hier findet man oft Zügel aus geflochtenem oder gewebtem Material, aber auch aus Leder, welches oft verziert, mit Rohaut, Silber oder anderen Materialien besetzt ist. Die Farben reichen normalerweise von weiß (Rohhaut) bis schwarz. Zunehmend erfreuen sich aber auch Stoffzügel – geflochten oder geknüpft, offen oder geschlossen – größerer Beliebtheit.
Geschlossene Rundzügel finden in der Westernreitweise, außer in dafür ausgeschriebenen Turnierkategorien, selten Verwendung. Die so genannten Romal Reins gehören zu den kalifornischen Zäumungen und sind mit einer peitschenähnlichen Verlängerung, dem Romal, ausgestattet, welches zusammengerollt in der anderen Hand gehalten wird.
Die Mecate, der Zügel des Bosals (klassische Hackamore, gebisslose Zäumung), ist eher eine Ausnahme unter den Zügeln. Sie ist eigentlich nichts anderes als ein langes Seil, welches mittels eines speziellen Knotens so befestigt wird, dass daraus Zügel und Führseil gleichzeitig entstehen. Im Training kann das Pferd so auch ausgebunden werden. Die Mecate besteht aus Pferdehaar, welches beim Anlegen an den Hals durch seine Stacheligkeit besser vom Pferd wahrgenommen wird. Idealerweise wird Mähnenhaar verwendet. Da dieses aber immer sehr knapp ist und man verhältnismäßig viel davon braucht, wird oft Schweifhaar verwendet, das sich zudem noch schneller verarbeiten lässt. Das macht sich jedoch nicht nur im Preis bemerkbar, sondern auch in der Qualität und der Handhabung; Mähnenhaar ist sehr viel weicher und griffiger als Schweifhaar. Ob des Materials wird die Mecate auch als Hair Rope bezeichnet.

## Einsatz

### Klassisches Reiten
In der klassischen Reitweise soll das Pferd am Zügel stehen, das heißt, es soll die Anlehnung am Zügel suchen und auf Hilfen des Reiters sofort reagieren. Man unterscheidet hier drei Arten der Zügelführung:
- Der kurze Zügel: Der Zügel wird so weit aufgenommen, dass das Pferd in Anlehnung an den Zügel geht. Der Reiter geht hierbei weich alle Bewegungen des Pferdes mit, ohne es im Maul zu stören. Die Haltung des Pferdes hängt dabei von seinem Ausbildungsstand ab. Das Endziel ist die Versammlung. Während der Arbeitsphasen einer Trainingseinheit soll das Pferd am kurzen Zügel gehen.
- Der lange Zügel: Der Zügel wird gerade so weit aufgenommen, dass ein Kontakt zum Pferdemaul hergestellt wird. Diese Form der Zügelführung wird beim Aufwärmen und in kurzen Verschnaufpausen zwischen Arbeitsphasen angewandt.
- Der hingegebene Zügel: Der Zügel wird, ohne Kontakt zum Pferdemaul herzustellen, lang gelassen. Diese Zügelführung wird beim Trockenreiten und in den ersten Runden beim Aufwärmen angewandt.

In jeder Bewegung ist der Druck auf das Pferdemaul auf beiden Seiten gleich. Das heißt insbesondere, dass beim Reiten einer Wendung der äußere Zügel genauso viel länger gelassen wird, wie der innere Zügel verkürzt wird. Zum Stehenbleiben werden die Zügel kurz aufgenommen und sobald erkennbar ist, dass das Pferd auf die Hilfe reagiert, wird der Zügel wieder freigegeben.

### Westernreiten
Im Gegensatz zur klassischen Reitweise wird das ausgebildete Westernpferd ständig am langen Zügel geritten. Ausbildungsziel ist auch beim Westernreiten die Versammlung, aber sie soll ohne Anlehnung erfolgen, das fertig ausgebildete Pferd soll sich selbst tragen. Zum Lenken wird der Zügel nicht aufgenommen, sondern im Zusammenspiel mit Gewichts- und Schenkelhilfen wird der, je nach Gebiss, einhändig oder beidhändig geführte Zügel an der Seite an den Hals angelegt, der das Pferd weichen soll (Neckreining) – es geht also zur anderen Seite. Zum Halten spielt der Zügel beim Westernreiten eine untergeordnete Rolle. Bei einem korrekt ausgebildeten Pferd wird ein Stopp mit durchhängenden Zügeln erwartet und es kommen im Wesentlichen die Gewichts- und Stimmhilfe zum Einsatz. Bei der Ausbildung und Korrektur des Pferdes ist das leichte Annehmen des Zügels als dritte Hilfe nach den oben beschriebenen anzuwenden, um dem Pferd das Manöver verständlich zu machen. Wie bei allen Signalen erfolgt auch hier die Annahme immer nur kurzzeitig; sobald das Pferd die gewünschte Reaktion zeigt, wird der Zügel als Belohnung sofort wieder freigegeben.
Manchen Pferden wird das „ground tying“ beigebracht, das heißt die Pferde stehen still, wenn die Zügel fallen gelassen werden.